# Cecilia Hagen
Ellen Cecilia Margareta Hagen, född 15 maj 1946 i Stockholm, är en svensk journalist och författare.

## Biografi
Hagen har gått på Handelshögskolan i Stockholm och avlagt examen vid journalisthögskolan i Stockholm.
Hon har arbetat som journalist och krönikör på tidningen Expressen sedan 1973; innan dess har hon varit anställd på Veckojournalen.
Hagen har flera gånger tävlat i SVT-programmet På spåret. Hon vann 1995 tillsammans med Tomas Tengby och flera gånger varit i final med Lennart "Hoa-Hoa" Dahlgren samt varit i final med Adde Malmberg. Säsongen 2019/20 tävlade hon tillsammans med sin son Jonatan Unge och gick till semifinal. Hon har varit värd i Sommar i P1 åren 1988, 1993, 2003 och 2025

### Kulla-Gulla
Hagen gav 1994 ut boken Kulla-Gulla i övergångsåldern – eller Nu fyller alla duktiga flickor 50. Boken lanserades som en "realitetsanpassad uppmuntringsbok för kvinnor mellan 45 och 55" där hon med en befriande humor och drastisk självironi beskriver åldersmässiga förändringar av kroppen och hur man kan förhålla sig till omgivningens attityder till detta. Anspelningen till den klassiska litterära figuren, den präktiga flickan Kulla-Gulla, ger igenkänning för många i Hagens ålder, men har också kritiserats som "en överklasskildrares historierevisionism". Hagen har sedan gett ut Kulla-Gulla stretar vidare – lägesrapport vid 60+, samt Kulla-Gullas lilla lila: en ABC-bok om livet efter jobbet, som på liknande sätt beskriver möjligheter och svårigheter för en åldrande kvinna.

### Familj
Cecilia Hagen är dotter till Tord Hagen och sondotter till Ellen Hagen. Vidare är hon dotterdotter till Greta (född Bonnier) och Tor Berg, dotterdotters dotter till Karl Otto Bonnier och mors kusin till Cissi Elwin. 1976–1989 var hon gift med Ingemar Unge och har tillsammans med honom två barn, en dotter född 1977 och en son, Jonatan Unge, komiker, född 1979.

## Utmärkelser
- Lukas Bonniers Stora Journalistpris 2006[8]
- Sankt Eriksmedaljen 2011[9].
- Jolopriset 2018[10]